# Haliclona poecillastroides
Haliclona poecillastroides är en svampdjursart som först beskrevs av Jean Vacelet 1969.  Haliclona poecillastroides ingår i släktet Haliclona och familjen Chalinidae. Inga underarter finns listade i Catalogue of Life.